# Brain on Fire
Brain on Fire è un film del 2016 diretto da Gerard Barrett. 
Film biografico drammatico, sceneggiato dallo stesso regista irlandese Barrett, basato sul libro di memorie di Susannah Cahalan Brain on Fire: My Month of Madness (Cervello in fiamme: il mio mese di follia), vede protagonisti Chloë Grace Moretz, Jenny Slate, Thomas Mann, Tyler Perry, Carrie-Anne Moss e Richard Armitage.
Il film racconta la storia di una giornalista del New York Post che inizia a soffrire di una misteriosa malattia. Dopo essere stata ampiamente valutata da molti medici, le viene diagnosticato un disturbo psicotico. Probabilmente sarebbe stata ricoverata nel reparto psichiatrico di un ospedale e sarebbe morta di encefalite, se non fosse stato per gli sforzi e le capacità del neurologo siro-americano Souhel Najjar. Entrò in empatia con il suo caso e riuscì a diagnosticare e curare la sua rara malattia.
La lavorazione iniziò il 13 luglio 2015 a Vancouver, Columbia Britannica. È stato presentato in anteprima mondiale al Toronto International Film Festival il 14 settembre 2016. Il film è uscito su Netflix il 22 giugno 2018.

## Trama
Susannah Cahalan, 21 anni, è una scrittrice del New York Post che vive con il suo nuovo fidanzato Stephen. Susannah si ammala improvvisamente, mostrando inizialmente i sintomi di un'influenza comune come tosse e affaticamento, ma in seguito inizia a presentare comportamenti strani mentre è in uno stato di trance, come sentire le persone dire cose che non hanno detto e ipersensibilità ai rumori forti.
Nel tempo il suo comportamento diventa sempre più irregolare. Infine Susannah subisce un attacco convulsivo e cerca cure mediche. Il medico consultato è fermamente convinto che dipenda da Susannah che fa troppe feste, lavora troppo e non dorme abbastanza. Susannah si trasferisce da sua madre Rhona e, dopo un'esplosione emotiva, subisce un altro attacco e viene portata in una clinica dove si sottopone a una risonanza magnetica. Susannah crede anche di poter avere un disturbo bipolare a causa dei suoi gravi cambiamenti d'umore.
Rhona lotta per prendersi cura di Susannah e in seguito va a vivere con suo padre Tom e la sua fidanzata. Durante la cena una sera, diventa violenta nei loro confronti mentre soffre di un altro sfogo e i suoi genitori chiedono che venga ricoverata in ospedale nonostante che la risonanza magnetica, l'elettroencefalogramma e tutti gli altri test mostrino risultati normali. Uno dei medici dell'ospedale informa i genitori di Susannah che potrebbe soffrire di schizofrenia e dice che se il suo comportamento non migliora, sarà trasferita in un ospedale psichiatrico.
Susannah diventa gradualmente catatonica e al dottor Souhel Najjar viene chiesto di aiutare nelle indagini sul suo caso. Fa disegnare a Susannah un orologio; lei lo disegna con tutti i numeri (1–12) sul lato destro della faccia, portandolo a credere che l'emisfero destro del suo cervello sia gonfio e infiammato. Najjar la sottopone a una biopsia cerebrale come test. A seguito della biopsia si scopre che Susannah ha una malattia rara chiamata Encefalite da anticorpi anti-NMDA, un'infiammazione cerebrale, che Najjar descrive come "un cervello in fiamme". Najjar inizia il trattamento, che porta a un lento ma completo recupero delle sue capacità cognitive.
Sette mesi dopo Susannah è tornata al lavoro. Presenta il suo primo pezzo scritto dalla sua guarigione al suo capo Richard. È ben accolto e le chiede di iniziare a scrivere un libro sulla sua esperienza, che in seguito intitolerà Brain on Fire. Testo di chiusura sullo schermo: Susannah Cahalan è stata la 217a persona a cui è stata diagnosticata l'encefalite anti-recettore NMDA, ma il suo libro di memorie ha aiutato persone in tutto il mondo, portando da allora a migliaia di persone diagnosticate e curate. Lei e Najjar sono rimasti amici intimi.

## Produzione
Il 1 maggio 2014 Deadline ha riferito che Charlize Theron aveva acquisito i diritti cinematografici del libro di memorie di Susannah Cahalan del 2012 Cervello in fiamme: il mio mese di follia. Dakota Fanning avrebbe dovuto interpretare la Cahalan, una giovane donna che un giorno si sveglia in ospedale senza alcun ricordo degli eventi del mese precedente. La Theron lo avrebbe prodotto insieme a Beth Kono e A.J. Dix attraverso il suo banner Denver e Delilah Productions.
Il 22 gennaio 2015 il regista irlandese Gerard Barrett avrebbe dovuto scrivere e dirigere l'adattamento, mentre Rob Merilees di Foundation Features avrebbe prodotto e finanziato il film. La Mister Smith Entertainment, con sede a Londra, ha venduto il film a distributori internazionali al Festival di Berlino 2015. Will Poulter è stato aggiunto al cast il 4 febbraio 2015 per interpretare il fidanzato di Cahalan. Il 26 maggio 2015, Thomas Mann e Jenny Slate erano in trattative per unirsi al film, dove Mann avrebbe interpretato il ragazzo della Cahalan, in sostituzione di Poulter. Il 26 giugno 2015 è stato annunciato che Dakota Fanning aveva lasciato il progetto a causa di problemi di programmazione e Chloë Grace Moretz l'ha sostituita nel ruolo principale.
Il 7 luglio 2015 è stato annunciato che la Broad Green Pictures si era unita alla produzione e al finanziamento del film, nonché alla distribuzione del film negli Stati Uniti, mentre Lindsay Macadam avrebbe anche prodotto insieme al partner di produzione Merilees. Il 16 luglio 2015 Carrie-Anne Moss e Richard Armitage sono stati scelti per interpretare rispettivamente i genitori di Cahalan, Rhona Nack e Tom Cahalan. Il 20 luglio 2015 Tyler Perry si è unito al film per interpretare Richard, il capo della Cahalan al New York Post.

### Cast
- Chloë Grace Moretz: Susannah Cahalan, una donna di 21 anni che un giorno si sveglia costretta in ospedale un mese dopo aver sofferto di una misteriosa malattia che i medici non sono in grado di diagnosticare[9]
- Jenny Slate: Margo, un'amica e collega[8]
- Thomas Mann: Stephen, fidanzato della Cahalan[8]
- Tyler Perry: Richard, capo della Cahalan al New York Post[12]
- Carrie-Anne Moss: Rhona Nack, madre della Cahalan[11]
- Richard Armitage: Tom Cahalan, padre della Cahalan[11]
- Navid Negahban: il Dr. Souhel Najjar
- Alex Zahara: Allen
- Jenn MacLean-Angus: Giselle

### Riprese
La lavorazione del film è iniziata il 13 luglio 2015 a Vancouver, Columbia Britannica. La Moretz è stata avvistata durante le riprese al Vancouver General Hospital. La produzione del film si è conclusa il 10 agosto 2015.

## Distribuzione
Il film è stato presentato in anteprima mondiale al Toronto International Film Festival il 14 settembre 2016. Poco dopo, Netflix ha acquisito i diritti di distribuzione del film. È uscito il 22 giugno 2018.

## Accoglienza
Sul sito dell'aggregatore di recensioni Rotten Tomatoes, il film ha un indice di gradimento del 13%, basato su 16 critiche e una valutazione media di 4,53/10. Su Metacritic il film ha un punteggio medio ponderato di 34 su 100, basato su cinque critiche, che indica "recensioni generalmente sfavorevoli".